# Sundanina trifida
Sundanina trifida är en mångfotingart som beskrevs av Carl 1941. Sundanina trifida ingår i släktet Sundanina och familjen orangeridubbelfotingar. Inga underarter finns listade i Catalogue of Life.